# Wolfspell Records
Wolfspell Records ist ein 2014 gegründetes Musiklabel aus Breslau, Polen. Es bindet ein enges Spektrum an Interpreten aus Spielarten des Black Metals sowie anverwandten Genres wie Pagan Metal.
2016 erschien der Summoning-Tributsampler In Mordor Where The Shadows Are, auf dem auch Eldamar, Kalmankantaja, Mesarthim und Wyrd zu hören sind.

## Bands, die bei dem Label veröffentlichten
- Ancient Obscurity
- Arrogant Destruktor
- Beleriand
- Cân Bardd
- Deadlife
- Elderwind
- Gyre of Incandescents
- Hermóðr
- Í Myrkri
- Ildskær
- Kalmankantaja
- Kataxu
- Nyctophilia
- Schattenfall
- Skyforest
- Vallendusk
- Warmoon Lord
- Wulfaz
- Wyrd